# 蔡特海恩
蔡特海恩（德語：Zeithain）是德国萨克森州的一个市镇，隶属于迈森县。总面积为81.62平方千米，截至2020年总人口为5582人。